# Kristoffer Lindberg
Lars Kristoffer Lindberg, född 2 januari 1992 i Bollnäs, är en svensk politiker (socialdemokrat). Han är ordinarie riksdagsledamot sedan 2022 (dessförinnan tjänstgörande ersättare 2021), invald för Gävleborgs läns valkrets.

## Biografi
Lindberg inledde sin politiska bana som ordförande för SSU-klubben i Bollnäs 2007–2009 samt därefter ordförande för Bollnäs arbetarekommun 2013–2017.
Han är sedan 2010 ledamot av Bollnäs kommunfullmäktige och var mandatperioden 2015–2018 ordförande för barn- och utbildningsnämnden i Bollnäs kommun. Mandatperioden 2019–2022 var Lindberg kommunfullmäktiges ordförande i Bollnäs kommun.
Han har tidigare varit ledamot i Folkteatern Gävleborgs styrelse 2019–2022 och invald i regionfullmäktige i Region Gävleborg 2014–2018.
Lindberg kandiderade i riksdagsvalet 2018 och blev ersättare. Han var tjänstgörande ersättare för Patrik Lundqvist under perioden 1 november–19 december 2021. Lindberg är ordinarie riksdagsledamot sedan valet 2022.
I riksdagen är Lindberg suppleant i kulturutskottet och Europarådets svenska delegation. Han har tidigare varit extra suppleant i skatteutskottet.